# Molly Parker
Molly Parker(Maple Ridge, Columbia Británica; 30 de junio de 1972) es una actriz canadiense que ha destacado por sus papeles en filmes independientes canadienses y estadounidenses: por ejemplo, por su papel como Rabbi Arien en la serie Six Feet Under (2002), por interpretar a la viuda del Oeste "Alma Garret" en la serie de televisión por cable Deadwood (2004-2006) y por su participación en el papel de Jackie Sharp en la serie House of Cards (2012-2014).
Ganó el Premio Genie en 1997 como mejor actriz por Kissed.

## Vida y carrera
Parker nació en Maple Ridge, Columbia Británica, de padres que eran dueños de una tienda de mariscos al por menor. Parker y su hermano menor, Henry, fueron criados en una comuna en Pitt Meadows. A los 16 años, después de 13 años en la escuela de ballet, comenzó a actuar en pequeños papeles para algunos programas de televisión. El tío de Parker era actor y su agente la aceptó como cliente, lo que le permitió lanzar su carrera con pequeños papeles en la televisión canadiense. Estudió actuación en el Gastown Actors' Studio de Vancouver, mientras continuaba trabajando en series y películas para la televisión.
Comenzó a hacerse conocida a mediados de los 90's, cuando interpretó a la hija de una oficial del ejército lesbiana en la película para televisión Serving in Silence (1995); a continuación fue nominada a los premios Gemini (el equivalente canadiense de los Emmy), por su actuación en el film, filmado un año antes, Paris or Somewhere (1994). Su debut cinematográfico se produjo en 1996, encarnando a una seductora necrófila en el largometraje Kissed (1996), por el que recibió el premio Genie a la Mejor Actriz.
Su carrera continuó con títulos como Los cinco sentidos (1999); The intruder (1999); The Center of the World (2001), junto a Peter Sarsgaard, y por la cual ganó una nominación a los premios Independent Spirit en la categoría Mejor Protagonista Femenina; Secreto de confesión (2005), que coprotagonizó con Christian Slater; Nueve vidas (2005), de Rodrigo García; Hollywoodland (2006), protagonizado por Adrien Brody, Diane Lane y Ben Affleck; The Wicker Man (2006), con Nicolas Cage; La carretera (The Road) (2009), film apocalíptico protagonizado por Viggo Mortensen; y Trigger (2010), el drama independiente que la tuvo como protagonista.
Parker protagonizó, junto a Hilary Swank y Anjelica Huston, Ángeles de hierro (2004). Otros créditos televisivos en su haber incluyen Twitch City; la miniserie, Intensity; y el telefilme Un paso al frente, junto a Glenn Close.
También protagonizó el vídeo Cold Love, una canción de Curvise y The Good Life. En 2014.
Interpretó al personaje de Jacqueline A. "Jackie" Sharp en la aclamada serie House of Cards.

## Vida privada
Parker estuvo casada con Matt Bissonnette y tuvieron un hijo, William Strummer Bissonnette (nacido el 13 de octubre de 2006).

## Filmografía

### Cine
| Año  | Título                             | Rol                          | Notas                                    | Ref. |
| ---- | ---------------------------------- | ---------------------------- | ---------------------------------------- | ---- |
| 1992 | Hate Mail                          | Maggie                       | Cortometraje                             |      |
| 1993 | Just One of the Girls              | Lynne                        | También conocida como: Anything for Love |      |
| 1995 | Last of the Dogmen                 | Enfermera                    |                                          |      |
| 1995 | Wings of Courage                   | Jean's Madre de la bailarina | sin créditos                             |      |
| 1996 | Hard Core Logo                     | Jenifur                      |                                          |      |
| 1996 | Kissed                             | Sandra Larson                |                                          |      |
| 1996 | The Chain                          | Mathilde                     | Cortometraje                             |      |
| 1997 | Bliss                              | Connie                       |                                          |      |
| 1998 | Under Heaven                       | Cynthia                      |                                          |      |
| 1998 | From Morning on I Waited Yesterday | Lina                         | Cortometraje                             |      |
| 1999 | Wonderland                         | Molly                        |                                          |      |
| 1999 | The Five Senses                    | Anna Miller                  |                                          |      |
| 1999 | Sunshine                           | Hannah Whippler              |                                          |      |
| 1999 | The Intruder                       | Daisy                        |                                          |      |
| 1999 | Ladies Room                        | Julia                        |                                          |      |
| 2000 | Waking the Dead                    | Juliet Beck                  |                                          |      |
| 2000 | Suspicious River                   | Leila Murray                 |                                          |      |
| 2001 | The War Bride                      | Sylvia                       |                                          |      |
| 2001 | The Center of the World            | Florence                     |                                          |      |
| 2001 | Last Wedding                       | Sarah                        |                                          |      |
| 2001 | Rare Birds                         | Alice                        |                                          |      |
| 2002 | Men with Brooms                    | Amy Foley                    |                                          |      |
| 2002 | Looking for Leonard                | Monica                       |                                          |      |
| 2002 | Marion Bridge                      | Agnes                        |                                          |      |
| 2002 | Max                                | Nina Rothman                 |                                          |      |
| 2002 | Pure                               | Mel                          |                                          |      |
| 2004 | The Good Shepherd                  | Madeline Finney              |                                          |      |
| 2005 | Nine Lives                         | Lisa                         |                                          |      |
| 2005 | Break a Leg                        | Kate                         |                                          |      |
| 2006 | The Wicker Man                     | Hermana Rose / Hermana Thorn |                                          |      |
| 2006 | Hollywoodland                      | Laurie Simo                  |                                          |      |
| 2006 | Who Loves the Sun                  | Maggie Claire                |                                          |      |
| 2009 | The Road                           | Motherly Woman               |                                          |      |
| 2010 | Trigger                            | Kat                          |                                          |      |
| 2010 | Oliver Sherman                     | Irene Page                   |                                          |      |
| 2011 | That's What I Am                   | Sherri Nichol                |                                          |      |
| 2012 | The Playroom                       | Donna Cantwell               |                                          |      |
| 2013 | Hold Fast                          | Aunt Ellen                   |                                          |      |
| 2016 | Darwin                             | Lillian                      |                                          |      |
| 2016 | The 9th Life of Louis Drax         | Dalton                       |                                          |      |
| 2016 | Weirdos                            | Laura                        |                                          |      |
| 2016 | American Pastoral                  | Dra. Sheila Smith            |                                          |      |
| 2017 | Small Crimes                       | Charlotte Boyd               |                                          |      |
| 2017 | 1922                               | Arlette James                |                                          |      |
| 2017 | Birds                              | N/A                          | Escribió y Dirigió                       |      |
| 2018 | Madeline's Madeline                | Evangeline                   |                                          |      |
| 2018 | Magic Bullet                       | Rachel                       | Cortometraje                             |      |
| 2020 | Words on Bathroom Walls            | Beth                         |                                          |      |
| 2020 | Pieces of a Woman                  | Eve                          |                                          |      |

### Televisión
| Año       | Título                                     | Rol                    | Notas                                                     | Ref. |
| --------- | ------------------------------------------ | ---------------------- | --------------------------------------------------------- | ---- |
| 1991      | My Son Johnny                              | Lori Spoda             | Televisión                                                |      |
| 1991      | Neon Rider                                 | Dora "Susie" Brody     | Episodio: "Parent's Day"                                  |      |
| 1992      | Neon Rider                                 | Kate                   | Episodio: "The Good, the Bad, and Eleanor"                |      |
| 1992      | Nightmare Cafe                             | Ivy                    | Episodio: "Fay & Ivy"                                     |      |
| 1993      | The Substitute                             | Courtney               | Televisión                                                |      |
| 1993      | Madison                                    | Karen                  | Episodio: "Tough Cries"                                   |      |
| 1994      | One More Mountain                          | Eliza Williams         | Televisión                                                |      |
| 1994      | Paris or Somewhere                         | Peg Kennedy            | Televisión                                                |      |
| 1994      | Neon Rider                                 | Gloria Miller          | Episodio: "St. Vincent"                                   |      |
| 1995      | The Marshal                                | Teri Sinclair          | Episodio: "Pilot"                                         |      |
| 1995      | Serving in Silence                         | Lynette                | Televisión                                                |      |
| 1995      | Freefall: Flight 174                       | Norma Sax              | Televisión                                                |      |
| 1995      | The Ranger, the Cook and a Hole in the Sky | Sue                    | Televisión                                                |      |
| 1995      | The Outer Limits                           | Jennifer               | Episodio: "If These Walls Could Talk"                     |      |
| 1995      | Deceived by Trust: A Moment of Truth Movie | Rachel Morton          | Televisión                                                |      |
| 1995      | Highlander: The Series                     | Alice Ramsey           | Episodio: "The Wrath of Kali"                             |      |
| 1995      | Ebbie                                      | Francine "Frannie"     | Televisión                                                |      |
| 1995      | Little Criminals                           | Social Worker          | Televisión                                                |      |
| 1996      | The Sentinel                               | The Switchman          | Episodio: "The Switchman"                                 |      |
| 1996      | Lonesome Dove: The Outlaw Years            | Frances Phillips       | Episodios: "Betrayal", "When She Was Good"                |      |
| 1996      | Poltergeist: The Legacy                    | Liz Barrow             | Episodio: "Do Not Go Gently"                              |      |
| 1996      | Titanic                                    | Lulu Foley             | Miniseries (2 episodios)                                  |      |
| 1997      | Contagious                                 | Flt. Att. Stephanie    | Televisión                                                |      |
| 1997      | Intensity                                  | Chyna Shepherd         | Televisión                                                |      |
| 1998–2000 | Twitch City                                | Hope                   | Rol principal (13 episodios)                              |      |
| 2002      | Six Feet Under                             | Rabbi Ari              | Episodios: "Back to the Garden", "The Liar and the Whore" |      |
| 2004      | Iron Jawed Angels                          | Emily Leighton         | Televisión                                                |      |
| 2004–2006 | Deadwood                                   | Alma Garret            | Rol principal (35 episodios)                              |      |
| 2006      | Odd Job Jack                               | Alberta Malone (voice) | Episodio: "Jack Ryder and the Fountain of Life"           |      |
| 2008      | Swingtown                                  | Susan Miller           | Rol principal (13 episodes)                               |      |
| 2009      | Party Down                                 | Melinda Weintraub      | Episodio: "James Rolf High School 20th Reunion"           |      |
| 2010      | Human Target                               | Rebecca Brooks         | Episodio: "The Wife's Tale"                               |      |
| 2010      | Shattered                                  | Ella Sullivan          | Rol principal (6 episodios)                               |      |
| 2010      | The Wonderful Maladys                      | Mary Malady            | Piloto                                                    |      |
| 2010      | The Quinn-tuplets                          | Rebecca Quinn-Adatto   | Televisión                                                |      |
| 2011      | Gone                                       | Amy Kettering          | Televisión                                                |      |
| 2011      | Dexter                                     | Lisa Marshall          | 4 episodios                                               |      |
| 2011      | Meet Jane                                  | Jane Bilinski          | Televisión                                                |      |
| 2012      | Hemingway & Gellhorn                       | Pauline Pfeiffer       | Televisión                                                |      |
| 2012      | The Firm                                   | Abby McDeere           | Rol principal (22 episodios)                              |      |
| 2013      | Motive                                     | Chloe Myton            | Episodio: "Public Enemy"                                  |      |
| 2013      | Pete's Christmas                           | Dr. Pamela Kidder      | Televisión                                                |      |
| 2014      | Outlaw Prophet: Warren Jeffs               | Janine Jeffs           | Televisión                                                |      |
| 2014–2016 | House of Cards                             | Jackie Sharp           | Rol regular (25 episodios)                                |      |
| 2015      | Heritage Minutes                           | Narrator               | Voz                                                       |      |
| 2016      | Goliath                                    | Callie Senate          | Rol principal (8 episodios)                               |      |
| 2017      | Wormwood                                   | Alice Olson            | Rol principal (4 episodios)                               |      |
| 2018–2021 | Lost in Space                              | Maureen Robinson       | Rol principal (28 episodios)                              |      |
| 2019      | Deadwood: The Movie                        | Alma Ellsworth         | Televisión                                                |      |

## Premios

### Canadian Screen Awards
| Año  | Trabajo nominado | Categoría               | Result   | Ref. |
| ---- | ---------------- | ----------------------- | -------- | ---- |
| 2016 | Weirdos          | Mejor actriz de reparto | Nominada |      |

### Gemini Awards
Los premios Gemini fueron premios otorgados por la Academia de Cine y Televisión de Canadá para reconocer los logros de la industria de la televisión de Canadá.
| Año  | Trabajo nominado   | Categoría                                   | Result   | Ref. |
| ---- | ------------------ | ------------------------------------------- | -------- | ---- |
| 1996 | Paris or Somewhere | Papel dramático principal continuo - Actriz | Nominada |      |

### Genie Awards
Los premios Genie fueron otorgados anualmente por la Academia de Cine y Televisión de Canadá para reconocer lo mejor del cine canadiense de 1980 a 2012.
| Año  | Trabajo nominado  | Categoría                | Result   |
| ---- | ----------------- | ------------------------ | -------- |
| 1997 | Kissed            | Mejor Actriz Protagónica | Ganadora |
| 2002 | The War Bride     | Mejor Actriz de Reparto  | Nominada |
| 2002 | Last Wedding      | Mejor Actriz de Reparto  | Ganadora |
| 2003 | Men with Brooms   | Mejor Actriz Protagónica | Nominada |
| 2004 | Marion Bridge     | Mejor Actriz Protagónica | Nominada |
| 2006 | Who Loves the Sun | Mejor Actriz Protagónica | Nominada |
| 2011 | Trigger           | Mejor Actriz Protagónica | Nominada |

### Gotham Awards
Presentado por Independent Filmmaker Project, los premios Gotham Awards otorgan lo mejor de la película independiente.
| Año  | Trabajo nominado | Categoría     | Result   | Ref. |
| ---- | ---------------- | ------------- | -------- | ---- |
| 2006 | Nine Lives       | Mejor Reparto | Nominada |      |

### Independent Spirit Awards
Los premios Independent Spirit son presentados anualmente por Film Independent, para premiar a los mejores en la realización de películas independientes.
| Año  | Trabajo nominado        | Categoría                   | Result   |
| ---- | ----------------------- | --------------------------- | -------- |
| 2001 | The Center of the World | Mejor protagonista femenina | Nominada |

### Leo Awards
Los Premios Leo son un programa de premios para la industria del cine y la televisión de Columbia Británica.
| Año  | Trabajo nominado | Categoría                            | Result   | Ref. |
| ---- | ---------------- | ------------------------------------ | -------- | ---- |
| 2001 | Suspicious River | Mejor Actriz – Drama                 | Nominada |      |
| 2014 | Pete's Christmas | Mejor Actriz de Reparto – Televisión | Ganadora |      |

### Málaga Film Festival
El Festival de Cine de Málaga se celebra anualmente en Málaga, España, en honor a los logros del cine.
| Año  | Trabajo nominado | Categoría    | Result   | Ref. |
| ---- | ---------------- | ------------ | -------- | ---- |
| 1998 | Kissed           | Mejor Actriz | Ganadora |      |

### Primetime Emmy Awards
Los premios Primetime Emmy son presentados anualmente por la Academia de Artes y Ciencias de la Televisión, también conocida como Academia de Televisión, para reconocer y honrar los logros en la industria de la televisión.
| Año  | Trabajo nominado | Categoría                                    | Result   | Ref. |
| ---- | ---------------- | -------------------------------------------- | -------- | ---- |
| 2016 | House of Cards   | Mejor actriz invitada en una serie dramática | Nominada |      |

### Saturn Awards
Los Premios Saturn son presentados anualmente por la Academia de Películas de Ciencia Ficción, Fantasía y Terror para honrar las películas de ciencia ficción, fantasía y terror, televisión y videos caseros.
| Año  | Trabajo nominado | Categoría                                     | Result   | Ref. |
| ---- | ---------------- | --------------------------------------------- | -------- | ---- |
| 2018 | Lost in Space    | Mejor actriz en una presentación en streaming | Nominada |      |

### Screen Actors Guild Awards
Los premios del Screen Actors Guild están organizados por el Screen Actors Guild-American Federation of Television and Radio Artists. Los premios, otorgados por primera vez en 1995, tienen como objetivo reconocer los logros excelentes en el cine y la televisión.
| Año  | Trabajo nominado | Categoría                        | Result   | Ref. |
| ---- | ---------------- | -------------------------------- | -------- | ---- |
| 2007 | Deadwood         | Mejor reparto en serie dramática | Nominada |      |
| 2015 | House of Cards   | Mejor reparto en serie dramática | Nominada |      |
| 2016 | House of Cards   | Mejor reparto en serie dramática | Nominada |      |

### Taormina International Film Festival
El Festival Internacional de Cine de Taormina se celebra anualmente en Taormina, Italia, en honor a los logros del cine.
| Año  | Trabajo nominado | Categoría    | Result   | Ref. |
| ---- | ---------------- | ------------ | -------- | ---- |
| 1997 | Kissed           | Mejor Actriz | Ganadora |      |

### Toronto International Film Festival
El Festival Internacional de Cine de Toronto, fundado en 1976, se celebra anualmente en Toronto, Ontario, en honor a los logros del cine.
| Año  | Trabajo nominado | Categoría         | Result   | Ref. |
| ---- | ---------------- | ----------------- | -------- | ---- |
| 2017 | Bird             | Premio Short Cuts | Nominada |      |

### Critics associations
| Año  | Trabajo nominado    | Association                              | Categoría                                      | Result   | Ref. |
| ---- | ------------------- | ---------------------------------------- | ---------------------------------------------- | -------- | ---- |
| 2003 | Max                 | Círculo de Críticos de cine de Vancouver | Mejor Actriz de Reparto                        | Nominada |      |
| 2011 | Trigger             | Círculo de Críticos de cine de Vancouver | Mejor Actriz                                   | Nominada |      |
| 2016 | Weirdos             | Círculo de Críticos de cine de Vancouver | Mejor Actriz de Reparto                        | Ganadora |      |
| 2016 | House of Cards      | Asociación de Cine y Televisión en Línea | Mejor actriz invitada en serie dramática       | Nominada |      |
| 2019 | Deadwood: The Movie | Asociación de Cine y Televisión en Línea | Mejor reparto en una película o serie limitada | Nominada |      |